# Титао
Титао (фр. Titao) — місто і міська комуна в Буркіна-Фасо, в Північній області країни. Адміністративний центр провінції Лорум.

## Географія
Титао розташоване на півночі центральної частини країни, на висоті 289 м над рівнем моря. Комуна включає в себе 7 міських секторів та 39 сіл.

## Населення
За даними на 2013 рік чисельність населення міста становила 23 529 осіб. Населення міської комуни за даними перепису 2006 року становить 66379 осіб.
Динаміка чисельності населення міста по роках:
| 1996  | 2005  | 2006  | 2013  |
| ----- | ----- | ----- | ----- |
| 13976 | 17630 | 18762 | 23529 |